# Tales from the Floating Vagabond
Tales from the Floating Vagabond ("Storie del Vagabondo galleggiante"), è un gioco di ruolo edito nel 1991 negli Stati Uniti dalla Avalon Hill, oggi parte integrante della Hasbro. È stato sviluppato da Nick Atlas e Lee Garvin, ed ha un'ambientazione altamente umoristica e parodistica, che permette ampie libertà al giocatori e al master nello scegliere i personaggi e l'avventura.

## La Storia
(Introduzione di Tales from the Floating Vagabond)
Il Floating Vagabond ("Vagabondo galleggiante") è un bar, attorno a cui ruotano le avventure, questo è situato su un grosso asteroide del Multiverso, in cui il gestore, "Sputo", ha installato un "generatore di portali casuali", che ha la caratteristica di portare nel suo locale ogni avventore che abbia messo piede in un qualunque bar del Multiverso. I micidiali alcolici di Sputo rendono possibile ogni avventura per i suoi clienti, impersonati dai giocatori; Questi ultimi vengono appunto chiamati "avventori", mentre il master è il "Barista", l'entità supremo il quale giudizio è unico... ma "revocabilissimo": sono infatti permesse corruzioni da parte dei giocatori con le promesse di alcol, cibo, donne (o uomini, dipende).

## I personaggi
Dal momento che il Multiverso è popolato da creature di ogni tipo e genere immaginabile, agli avventori è permesso giocare qualunque personaggio possano desiderare: non è strano trovare una compagnia formata da canidi, umani, oggetti animati o alieni: sta al Barista conciliare la loro presenza. I personaggi hanno una loro scheda con alcune caratteristiche, tra cui la fortuna (Culo), e il grado di "figosità", assenti da giochi di ruolo più seri, quali, ad esempio, Dungeons & Dragons. Ad aumentare l'ilarità generale del gioco, ogni giocatore deve poi scegliere un effetto, cioè un'ulteriore caratteristica del proprio personaggio: alcuni effetti (o Shtick) sono l'effetto «Rambo», che permette al giocatore di non essere mai colpito con un'arma a distanza se si è attaccati a corto raggio (palese parodia del celebre personaggio cinematografico), o l'effetto «ci vorrebbe un miracolo!» che, a discrezione del Barista, può portare ad eventi improbabili che salvino la pelle del personaggio (ad esempio, un profondo burrone in cui esso viene gettato potrebbe essere in realtà una discarica di materassi). Anche le abilità dei personaggi sono fortemente ironiche e spesso inutili, con alcuni esempi notevoli, quali: "rutto fotonico", "sbronzarsi", "festeggiare come un ossesso", "notare ovvietà", "fare battute bastarde", "sembrare figo in ogni occasione".

## Necessario
Per una sessione di Tales of the Floating Vagabond sono necessari, secondo il manuale:
- amici dementi
- una serie di dadi da 4, 6, 10, 20, 30, 100 facce
- un manuale del gioco

Sono invece consigliati:
- cibo dall'aria buffa
- bevande con colori sgargianti
- schede per i personaggi

## Edizioni
Sono stati pubblicati i seguenti libri
- Lee Garvin, Atlas Nick, Tales of the Floating Vagabond, Avalon Hill, 1991, ISBN 1-56038-032-2.: Manuale base
- Lee Garvin, Atlas Nick, Bar Wars, Avalon Hill, 1991.: schermo per il barista, più miniature di carta
- Ross S. John, Weirder Tales ... A Space Opera, Avalon Hill, 1992, ISBN 1-56038-059-4.

Il gioco è ufficialmente inedito in italiano. Una traduzione italiana non ufficiale è rintracciabile in rete.